# Eyes Closed (canción de Imagine Dragons)
«Eyes Closed» (en español: «Ojos Cerrados») es una canción de la banda estadounidense de pop rock Imagine Dragons. Fue lanzada el 3 de abril de 2024, por medio de KIDinaKORNER e Interscope Records, como el sencillo principal del sexto álbum de estudio de la agrupación, «LOOM». Fue escrita por los intérpretes y el dúo de productores suecos Mattman & Robin.

## Antecedentes
En marzo de 2024, Imagine Dragons estuvo adelantando el estreno de «Eyes Closed» a través de varios videos, los cuales fueron publicados conforme transcurrió el mes. El primer fragmento de la canción fue compartido a través un video críptico en sus redes sociales, estuvo acompañado de códigos ocultos y acertijos que sus seguidores fueron descifrando poco a poco.
Más tarde, el 13 de marzo un enlace de pre-guardado apareció en las cuentas de X (anteriormente Twitter) e Instagram del grupo, el cual incluía el nombre «Eyes Closed», lo que llevó a los fans a especular que este sería el nombre de su próximo álbum de estudio.
Dos días más tarde, un segundo video fue publicado nuevamente en todas las redes sociales de banda, en esta ocasión mostrando parte de la letra e instrumentación de la canción, mientras que el tercer fragmento apareció en un comercial de Jeep, el cual mostraba el estribillo. Durante este tiempo, el sitio oficial de Imagine Dragons exhibió un reloj de arena.
Por último, el cuarto fragmento del tema, el cual mostraba un adelanto más claro, fue mostrado el 27 de marzo, al mismo tiempo que su sitio web comenzó a mostrar cuatro puertas, las cuales consistían en tres grupos diferentes que competían para conseguir puntos en múltiples minijuegos; los tres grupos eran: "Croyants" (Creyentes), "Guerriers" (Guerreros) y "Rêveurs" (Soñadores), divididos según la preferencia musical previa de los usuarios. Cada uno de ellos hacía referencia a una canción de un álbum anterior: «Believer» (Perteneciente a «Evolve»), «Warriors» y «Dream» (Ambas pertenecientes a «Smoke + Mirrors»). El evento estuvo vinculado al servidor oficial de la banda en Discord, lo que le permitió a los miembros de cada equipo conversar entre ellos.
El 31 de marzo de 2024, la primera semana del evento de cuatro puertas terminó oficialmente con los "Croyants" como los ganadores. Esto resultó en que la banda, en colaboración con el servidor de Discord, les proporcionara a los fanáticos la fecha de lanzamiento de la canción y el arte del sencillo. El anuncio también se envió a través de un correo electrónico.

## Composición
Dan Reynolds habló en una entrevista con Rolling Stone sobre la canción:

«Después de tomarme un tiempo fuera de la carretera y pasar tiempo poniéndome al día con mi familia y mis seres queridos, finalmente sentí el deseo de volver a los lugares sonoros que originalmente me brindaron más alegría, pero con una nueva perspectiva y mentalidad. El mundo se ve muy diferente después de ser una banda durante más de una década. Pero algunas cosas siempre seguirán igual. Es encontrar ese equilibrio adecuado entre nostalgia y frescura lo que me trae la mayor alegría en el estudio. Nos divertimos mucho haciendo este y esperamos que tú también lo disfrutes.»

## Video Musical
«Eyes Closed» estrenó su video musical el mismo día que la canción, el 3 de abril de 2024. Dirigido por Andrew Donoho, el video sigue a Dan Reynolds quien despierta en un mundo extraño, emergiendo de montones de arena, donde se encuentra con ruinas antiguas. En su viaje, se encuentra con cuatro puertas, pero parece que no puede escapar de este lugar, hasta que finalmente se revela una quinta puerta por la que debe pasar. Estas ruinas de aspecto extraño resultan ser un sueño de su subconsciente que teje una experiencia cercana a la muerte, tras un accidente automovilístico. El video termina con Dan abandonando la escena y caminando hacia la calle. 

## Presentaciones en vivo
«Eyes Closed» fue interpretada por primera vez en una presentación realizada en Dallas, Texas, el 14 de abril de 2024, frente a 2500 personas. La banda volvería a presentar la canción durante el programa Jimmy Kimmel Live! el 24 de junio de 2024, como parte de la promoción del sexto álbum de estudio de la agrupación, «LOOM».

## Uso en otros medios
«Eyes Closed» fue usada por la empresa de lucha libre, WWE, para promocionar la pelea entre Cody Rhodes y Roman Reigns por el Campeonato Universal Indiscutible de WWE en el evento principal de la noche dos de WrestleMania XL.

## Lista de sencillos
| Eyes Closed: Descarga digital |               |                 |          |  |
| N.º                           | Título        | Artista(s)      | Duración |  |
| 1.                            | «Eyes Closed» | Imagine Dragons | 3:20     |  |

## Créditos
Adaptados del sencillo «Eyes Closed» y del booklet de «LOOM».
Eyes Closed
- Interpretada por Imagine Dragons.
- Escrita por: Dan Reynolds, Wayne Sermon, Ben McKee, Robin Fredriksson y Mattias Larsson.
- Publicada por: Imagine Dragons Publishing (BMI) Warner-Tamerlane Publishing Corp, Wolf Cousins / Warner Chappell Music Scand (STIM).
- Producida por: Mattman & Robin para Wolf Cousins Productions.
- Grabada en: “MXM Studios” (Los Ángeles, California), “Conway Studios” (Los Ángeles, California), “Westlake Studios” (West Hollywood, California) y “House Mouse Studios” (Estocolmo, Suecia).
- Ingeniería por: Jeremy Lertola en “MXM Studios”, John Armstrong en “Conway Studios” y Greg Eliason en “Westlake Studios”.
- Mezclada por: Serban Ghenea en “MixStar Studios” (Virginia Beach, VA).
- Asistente de Mezcla: Bryce Bordone.
- Masterizada por Randy Merrill en “Sterling Sound” (Nueva York).

℗ 2024 KIDinaKORNER/Interscope Records
Imagine Dragons
- Dan Reynolds: Voz, Batería e instrumentos.
- Wayne Sermon: Guitarra e instrumentos.
- Ben McKee: Bajo e instrumentos.

## Listas de Popularidad
| Lista (2024)                                  | Máxima Posición |
| --------------------------------------------- | --------------- |
| Bélgica (Valonia) (Ultratop 50)               | 40              |
| Canadá (Canadian Hot 100)                     | 89              |
| Canadá (Hot AC)                               | 35              |
| Croacia (HRT)                                 | 12              |
| República Checa (Rádio Top 100)               | 46              |
| República Checa (Singles Digitál Top 100)     | 38              |
| Francia (SNEP)                                | 58              |
| Global 200 (Billboard)                        | 101             |
| Japón Hot Overseas (Billboard Japan)          | 15              |
| Países Bajos (Dutch Top 40)                   | 38              |
| Nueva Zelanda (RMNZ)                          | 14              |
| Nueva Zelanda (RMNZ) featuring J Balvin       | 19              |
| Polonia (Polish Airplay Top 100)              | 52              |
| Polonia (Polish Streaming Top 100)            | 93              |
| Portugal (AFP)                                | 151             |
| Eslovaquia (Rádio Top 100)                    | 9               |
| Eslovaquia (Singles Digitál Top 100)          | 25              |
| Suiza (Schweizer Hitparade)                   | 45              |
| Reino Unido (UK Singles Chart)                | 78              |
| Estados Unidos (Bubbling Under Hot 100)       | 2               |
| Estados Unidos (Adult Top 40)                 | 33              |
| Estados Unidos (Hot Rock & Alternative Songs) | 13              |

## Historial de Lanzamiento
| Región | Fecha              | Formato                    | Sello discográfico              |
| ------ | ------------------ | -------------------------- | ------------------------------- |
| Varios | 3 de abril de 2024 | Descarga digital Streaming | KIDinaKORNER Interscope Records |